# سكوت هوي
سكوت هوي (بالإنجليزية: Scott Howie)‏ (4 يناير 1972 بغلاسكو في المملكة المتحدة - ) هو لاعب كرة قدم بريطاني في مركز حراسة المرمى. لعب مع شروزبري تاون وكامبريدج يونايتد وكوفنتري سيتي ونادي بريستول روفيرز ونادي ريدنغ ونادي ماذرويل ونورويتش سيتي ونادي كلايد ونادي كينغز لين وWroxham F.C. ‏.

## وصلات خارجية
- سكوت هوي على موقع قاعدة بيانات كرة القدم.إي يو (الإنجليزية)
- سكوت هوي على موقع Soccerbase.com (لاعب) (الإنجليزية)
- سكوت هوي على موقع عالم كرة القدم.نت (الإنجليزية)